# Sidi Mohamed Ben Mansour
Sidi Mohamed Ben Mansour  (in arabo سيدي محمد بنمنصور‎?) è un centro abitato e comune rurale del Marocco situato nella provincia di Kénitra, regione di Rabat-Salé-Kénitra. Conta una popolazione di 19 237 abitanti (censimento 2014).